# 大明駅
座標: 北緯35度50分21.5秒 東経128度33分55.8秒 / 北緯35.839306度 東経128.565500度
大明駅（テミョンえき）は、大韓民国大邱広域市南区にある大邱交通公社1号線の駅である。駅番号は 124。

## 駅構造
相対式ホーム2面2線の地下駅。
のりば
| ●1号線 | 西部停留場・舌化椧谷方面               |
| ●1号線 | アンジラン・大邱駅・東大邱駅・安心方面 |

## 駅周辺
- 大邱広域市施設管理公団
- 大邱大明初等学校
- 南大邱税務署
- 大明6洞住民センター
- 大明10洞住民センター
- 国民健康保険公団大邱南部支社
- KT南大邱支社

## 歴史
- 1997年11月26日 - 開業。

## 隣の駅
大邱交通公社
●1号線
西部停留場駅（123） - 大明駅（124） - アンジラン駅（125）